# مسابقات جهانی ژیمناستیک ریتمیک ۱۹۸۷
مسابقات جهانی ژیمناستیک ریتمیک ۱۹۸۷ سیزدهمین دوره مسابقات جهانی ژیمناستیک ریتمیک است که در وارنا، بلغارستان از ۱۷ تا ۲۰ سپتامبر ۱۹۸۷ میلادی برگزار شده‌است.

## کشورهای شرکت کننده
۱۰۲ ورزشکار از ۳۶ کشور - آرژانتین, استرالیا, اتریش, بلژیک, برزیل, بلغارستان, کانادا, جمهوری خلق چین, کوبا, چکسلواکی, دانمارک, فنلاند, فرانسه, یونان, مجارستان, اسرائیل, ایتالیا, ژاپن, مکزیک, هلند, نیوزیلند, کره شمالی, نروژ, لهستان, پرتغال, رومانی, کره جنوبی, اسپانیا, سوئد, سوئیس, تایوان, بریتانیا, ایالات متحده آمریکا, اتحاد جماهیر شوروی سوسیالیستی, آلمان غربی و یوگسلاوی

## جدول مدال‌ها
| رتبه | کشور      | طلا | نقره | برنز | مجموع |
| ۱    | بلغارستان | ۹   | ۲    | ۱    | ۱۲    |
| ۲    | شوروی     | ۳   | ۲    | ۴    | ۹     |
| ۳    | چین       | ۰   | ۱    | ۲    | ۳     |
| ۳    | اسپانیا   | ۰   | ۰    | ۲    | ۲     |